# 217e régiment aéroporté de la Garde
Le 217e régiment aéroporté de la Garde est un régiment aéroporté des troupes aéroportées russes. Il a été formé en 1948, et est actuellement basée à Ivanovo.

## Participation aux conflits
À partir du 25 juillet 1969, le régiment s'installe à Bolhrad. 119 membres du régiment ont combattu pendant la guerre soviéto-afghane.
Le régiment a combattu pendant la seconde guerre de Tchétchénie, au cours de laquelle son chef d'état-major est Iounous-bek Evkourov.
En janvier 2022, le régiment a été déployé en Biélorussie dans le cadre de la crise ukrainienne. 
L'unité est engagée lors de l'invasion de l'Ukraine par la Russie de 2022.